# 겐나디 야나예프
겐나디 이바노비치 야나예프(러시아어: Генна́дий Ива́нович Янаев, 1937년 8월 26일 ~ 2010년 9월 24일)는 소비에트 연방의 정치가이자, 최초이자 유일한 소련 부통령이었다. 그는 8월 쿠데타의 주모자 중 한 사람이다.
1963년 콤소몰에 들어갔으며, 1990년 7월부터 그 이듬해 1월까지 소련 공산당 정치국원을 지냈다. 또한 1990년 12월부터 1991년 8월까지 소련 부통령직에 있었다.
8월 쿠데타 중에 그는 국가비상사태위원회 위원이자 미하일 고르바초프를 대신해 소련 임시 대통령이 되었으나, 쿠데타는 실패하고 그는 기소되어 재판을 받게 되었다. 그러나 그는 1994년에 국가두마(하원)의 사면으로 풀려났다.

## 참고 문헌
1. ↑  Умер Геннадий Янаев

| 전임 스테판 A. 샬레프 | 제28대 소련 공산당 정치국원 1990년 7월 14일 ~ 1991년 1월 31일 | 후임 (폐지) |

| 전임 아나톨리 루키아노프 | 제4대 소련의 부통령 1990년 12월 27일 ~ 1991년 9월 4일 | 후임 (폐지) |

| 전임 미하일 고르바초프 | 소련의 대통령 권한대행 1991년 8월 19일 ~ 1991년 8월 21일 | 후임 미하일 고르바초프 |